# Xã Lacey, Quận Thomas, Kansas
Xã Lacey (tiếng Anh: Lacey Township) là một xã thuộc quận Thomas, tiểu bang Kansas, Hoa Kỳ. Năm 2010, dân số của xã này là 121 người.